# Diskeeper
Diskeeper ist eine Software zum automatischen Defragmentieren von Festplatten. Sie wurde für VAX-Minirechner mit VMS-Betriebssystemen entwickelt und kam später für Microsoft Windows auf den Markt. Es ist ein Produkt der Condusiv Technologies (früher Diskeeper Corporation davor Executive Software).
Das in die Betriebssysteme Windows 2000, 2003 und XP integrierte Defragmentierungstool Defrag ist eine abgespeckte Version von „Diskeeper“, die nicht alle Funktionen der Vollversion bietet.
Die im November 2009 herausgegebene Version Diskeeper 2010 soll nicht nur defragmentieren, sondern die Entstehung von Fragmentierung aktiv reduzieren.
Im Jahr 2000 sollte das Bundesamt für Sicherheit in der Informationstechnik (BSI) untersuchen, ob Diskeeper zur Datenspionage genutzt werden könnte, da die Diskeeper Corporation enge Kontakte zur Scientology-Sekte besitzt.
Nachdem Microsoft eine Anleitung veröffentlicht hatte, um den Einsatz von Windows 2000 ohne Diskeeper zu ermöglichen, wurde die Überprüfung des Quellcodes vom Bundesministerium des Innern für nicht mehr erforderlich gehalten.